# Friuli Isonzo Bianco frizzante
Il Friuli Isonzo bianco frizzante è un vino DOC la cui produzione è consentita nella provincia di Gorizia.

## Caratteristiche organolettiche
- colore: paglierino più o meno carico
- odore: fruttato.
- sapore: asciutto o amabile vivace, di corpo, armonico giustamente tannico e acido, tranquillo.

## Produzione
Provincia, stagione, volume in ettolitri
- nessun dato disponibile